# 卡塔奎區
卡塔奎區是非洲中部國家烏干達的111個區之一，由東部區負責管轄，首府是卡塔奎，距離索羅提約55公里，主要的經濟產業有自給農業和畜牧業，2010年人口估計為153,600。

## 外部連結
- Katakwi District Information Portal

01°54′N 34°00′E / 1.900°N 34.000°E